# Brande Sogn
Brande Sogn er et sogn i Ikast-Brande Provsti (Viborg Stift).
I 1800-tallet var Brande Sogn et selvstændigt pastorat. Det hørte til Nørvang Herred i Vejle Amt. Brande sognekommune blev ved kommunalreformen i 1970 kernen i Brande Kommune, som ved strukturreformen i 2007 indgik i Ikast-Brande Kommune.
I 1896 blev Skærlund Kirke indviet, og i 1920 blev Uhre Kirke indviet. Dermed blev Skærlund og Uhre kirkedistrikter i Brande Sogn. I 2010 blev de udskilt som selvstændige sogne.
I Brande Sogn ligger Brande Kirke.
I sognet findes følgende autoriserede stednavne:
- Alkærlund (bebyggelse)
- Arvad (bebyggelse, ejerlav)
- Askær (bebyggelse, ejerlav)
- Blæsbjerg (bebyggelse, ejerlav)
- Borup (bebyggelse, ejerlav)
- Brande (stationsby)
- Brande Harrild (bebyggelse, ejerlav)
- Brandholm (bebyggelse, ejerlav)
- Brandlund (bebyggelse, ejerlav)
- Bundgårde (bebyggelse)
- Drantum (bebyggelse, ejerlav)
- Dørslund (bebyggelse, ejerlav)
- Flø (bebyggelse, ejerlav)
- Grarup (bebyggelse, ejerlav)
- Husum (bebyggelse)
- Hyvild (bebyggelse, ejerlav)
- Kærby (bebyggelse)
- Lille Langkær (bebyggelse, ejerlav)
- Lundfod (bebyggelse, ejerlav)
- Risbjerg (bebyggelse, ejerlav)
- Sandfeld (bebyggelse, ejerlav)
- Sandfeld Bjerge (bebyggelse)
- Skerris (bebyggelse, ejerlav)
- Skærlund (bebyggelse, ejerlav)
- Store Langkær (bebyggelse, ejerlav)
- Tarp (bebyggelse, ejerlav)
- Uhre (bebyggelse, ejerlav)
- Ågård Mark (bebyggelse)